# 응봉초등학교 (충남)
응봉초등학교는 대한민국 충청남도 예산군 응봉면 증곡리에 있는 공립 초등학교이다.

## 학교 연혁
| 1934년 | 6월 16일 | 응봉공립보통학교(4년제) 개교   |
| 1938년 | 4월 1일  | 응봉공립심상소학교로 개칭      |
| 1940년 | 3월 31일 | 6년제 연장 인가                |
| 1941년 | 4월 1일  | 응봉공립국민학교로 개칭        |
| 1951년 | 3월 31일 | 응봉국민학교로 개칭            |
| 1981년 | 3월 6일  | 병설유치원 개원                |
| 1994년 | 3월 2일  | 급식학교 개설                  |
| 1996년 | 3월 1일  | 응봉초등학교로 개칭            |
| 2015년 | 2월 13일 | 제74회 졸업식(총 5,419명 졸업) |
| 2015년 | 3월 1일  | 7학급 인가(특수 1)             |
| 2016년 | 2월 19일 | 제75회 졸업식(총 4,951명 졸업) |
| 2016년 | 3월 1일  | 7학급 인가(특수 1)             |
| 2017년 | 2월 17일 | 제76회 졸업식(총 4,968명 졸업) |
| 2017년 | 3월 1일  | 7학급 인가(특수 1)             |

## 참고 자료
- 응봉초등학교 - 한국교육학술정보원 학교알리미